# Petrus Tillaeus
Petrus (Petter) Tillaeus (även Tillæus och Tilæus), född 1679 i Falun, död 11 februari 1754 i Stockholm, var en stadsingenjör, rådman och kartograf i 1700-talets Stockholm.

## Biografi
Tillaeus föddes som son till kyrkoherden och kontraktsprosten i Rättvik Andreas Tillaeus och hans första fru Elisabet Dahlborg. Han var gift med Maria Emmerich. Han blev student vid Uppsala universitet 1699 och auskultant i Bergskollegium 1713 samt stadsingenjör i Stockholm 1717 och utnämndes 1748 till rådman där. Under sin tjänstetid som stadsingenjör producerade han ett antal mycket exakta kartor över staden.

### Tillæi karta

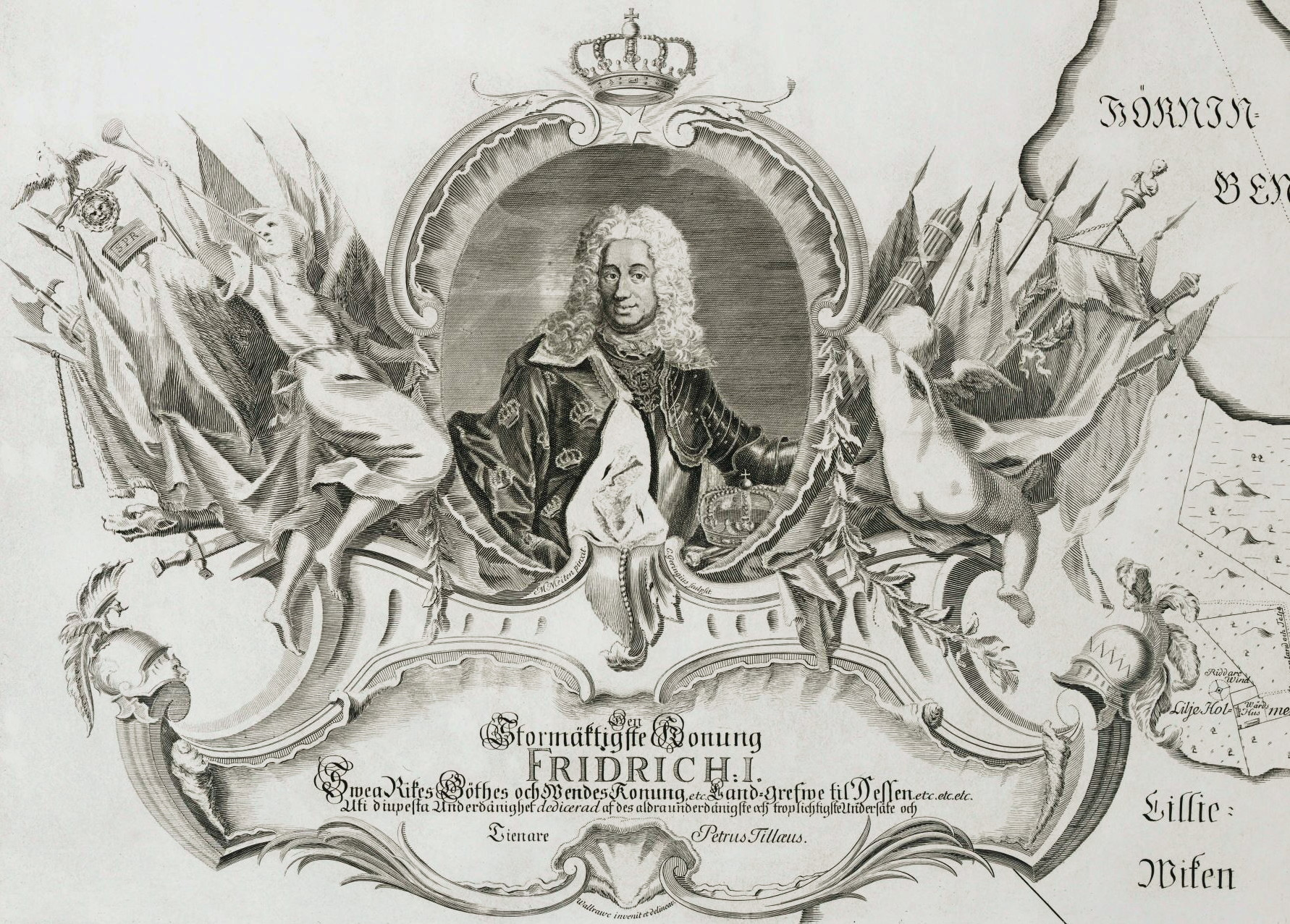
Detalj med vinjetten visande Stormäktigste Konung Fridrich I".

År 1731 fullbordade han i skalan 1:4 000 en General Charta öfwer Stockholm med Malmarne (den så kallade "Tillæi karta"). Med Malmarne menas här malm (stadsdel). Kartan fick, på stadsmyndigheternas förord, kungligt privilegium för tio år och är dedikerad kung Fredrik I. Med låneunderstöd av staden trycktes denna karta i koppargravyr 1733, och 1750 erhöll Tillaeus en belöning av staden i form av 2 000 daler. Något ovanlig är att Tillaeus orienterade kartan mot väster, alltså uppåt är väster och norr till höger.
Kartan var den dittills största väggkarta, som utgetts över Stockholm. Den trycktes i 12 blad med hjälp av 12 tryckplåtar som sedan fogades samman. Hela kartan mäter 190 x 150 cm. Under 1800-talet antog man att det var en verklighetstrogen avritning av Stockholm men senare forskning har visat att Tillaeus även arbetat in flera stadsplaneförslag som ej kom att verkställas.
1770 justerades kartplåtarna av Per Floding, som lät lägga in en rad modernare detaljer på kartan som därefter trycktes i en ny version.
På Stockholmskällan finns samtliga 12 kartdelar i högupplösta pdf-filer. Kartan innehöll inte bara gator och torg utan även stadens kvarter samt apotek, väderkvarnar och skolor som listas upp i kartans tättskrivna marginal. En ny edition av kartan utgavs 1925 av Nils Pallin. Tillaeus är representerad vid bland annat Uppsala universitetsbibliotek.

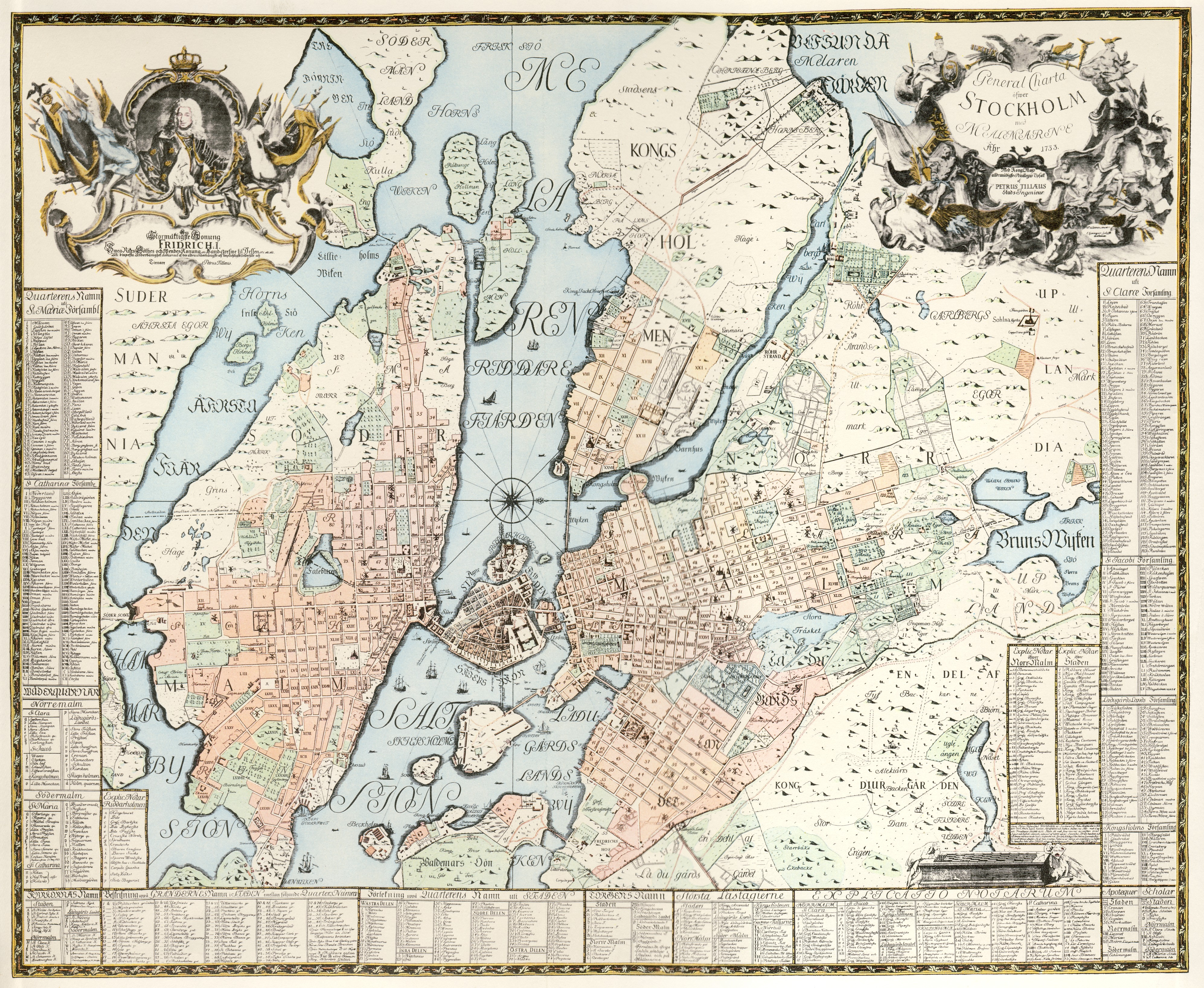
Petrus Tillaeus berömda Stockholmskarta från 1733. Se kartan även i en högupplöst version, icke färglagd.

### Andra kartor (urval)

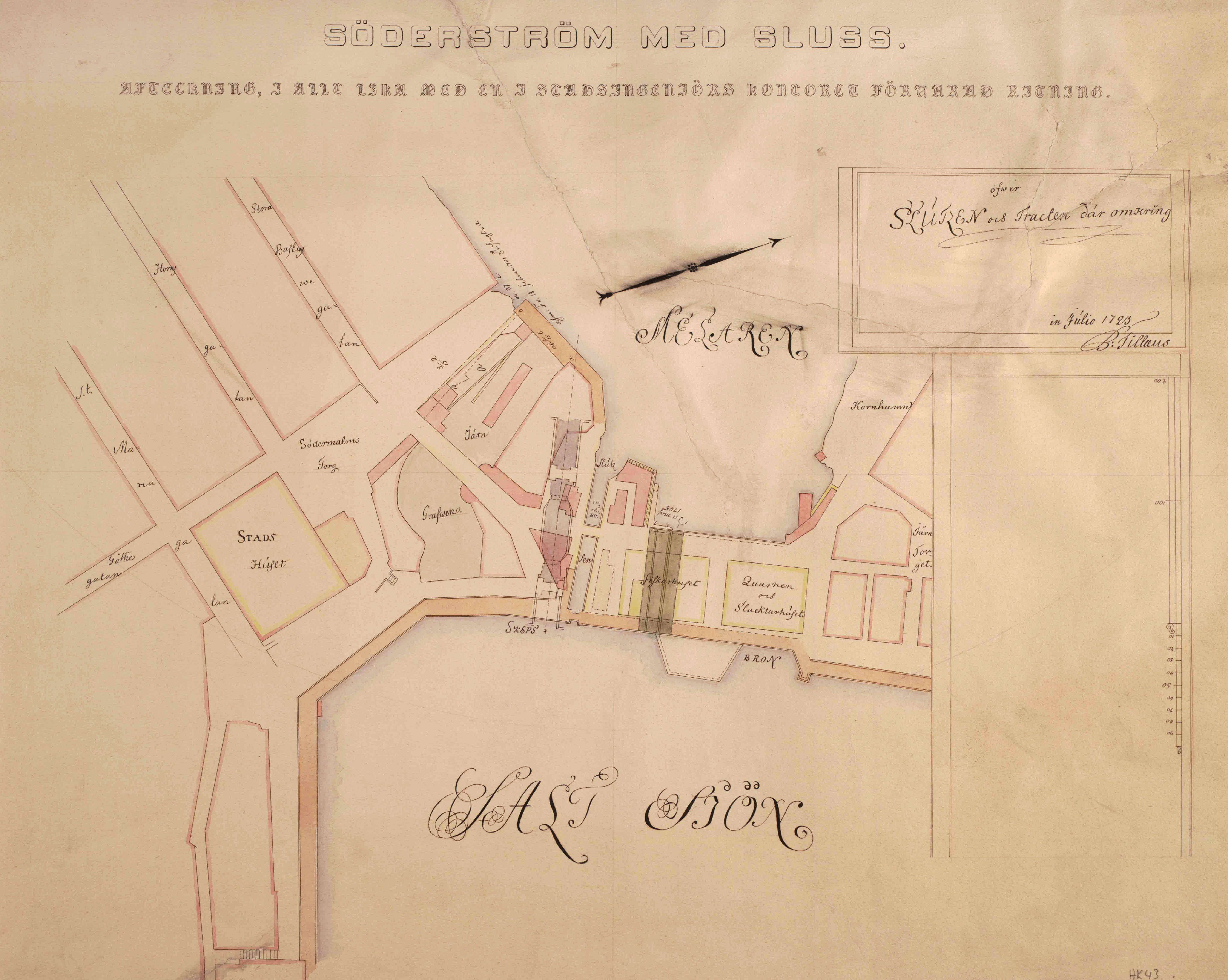
Slussen, 1723.
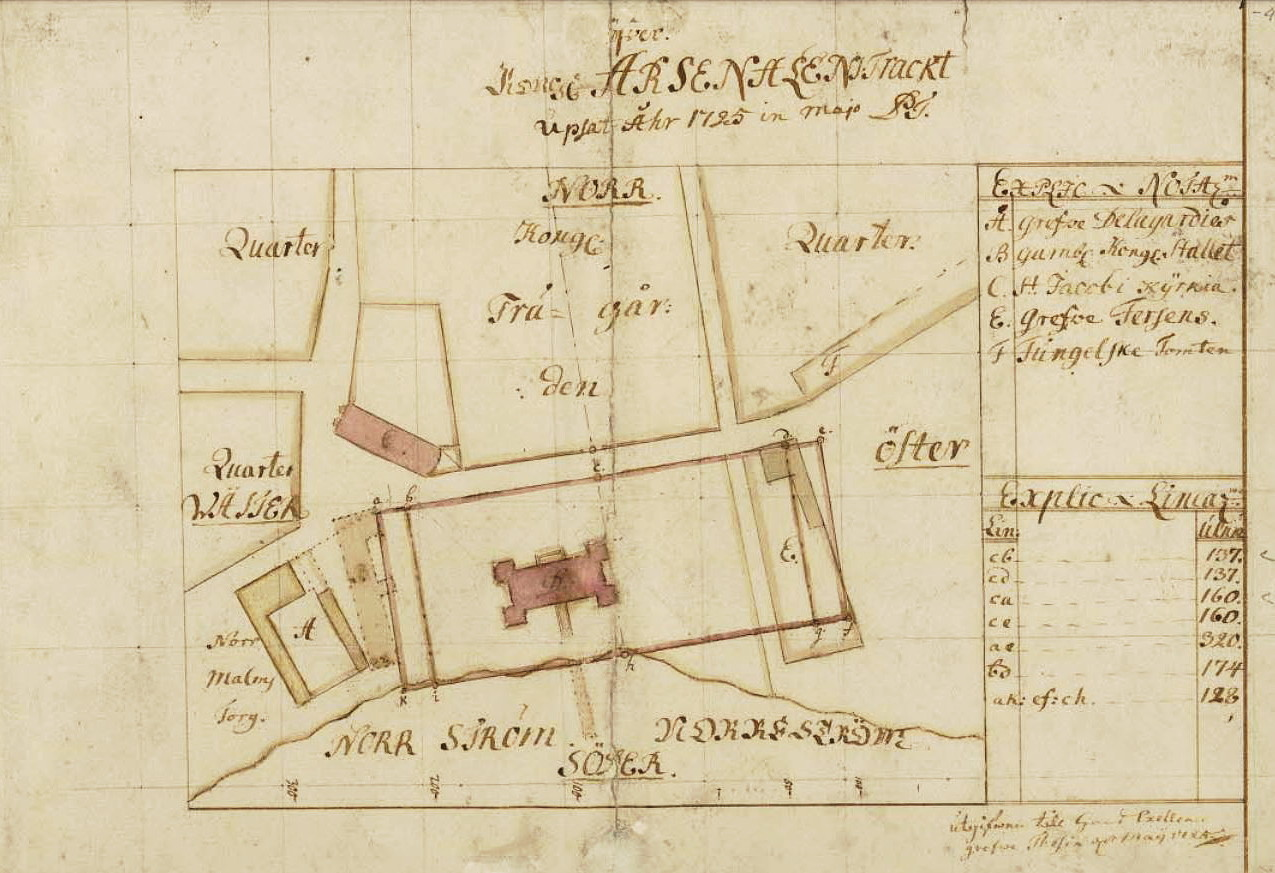
Makalös med omgivning, 1725.
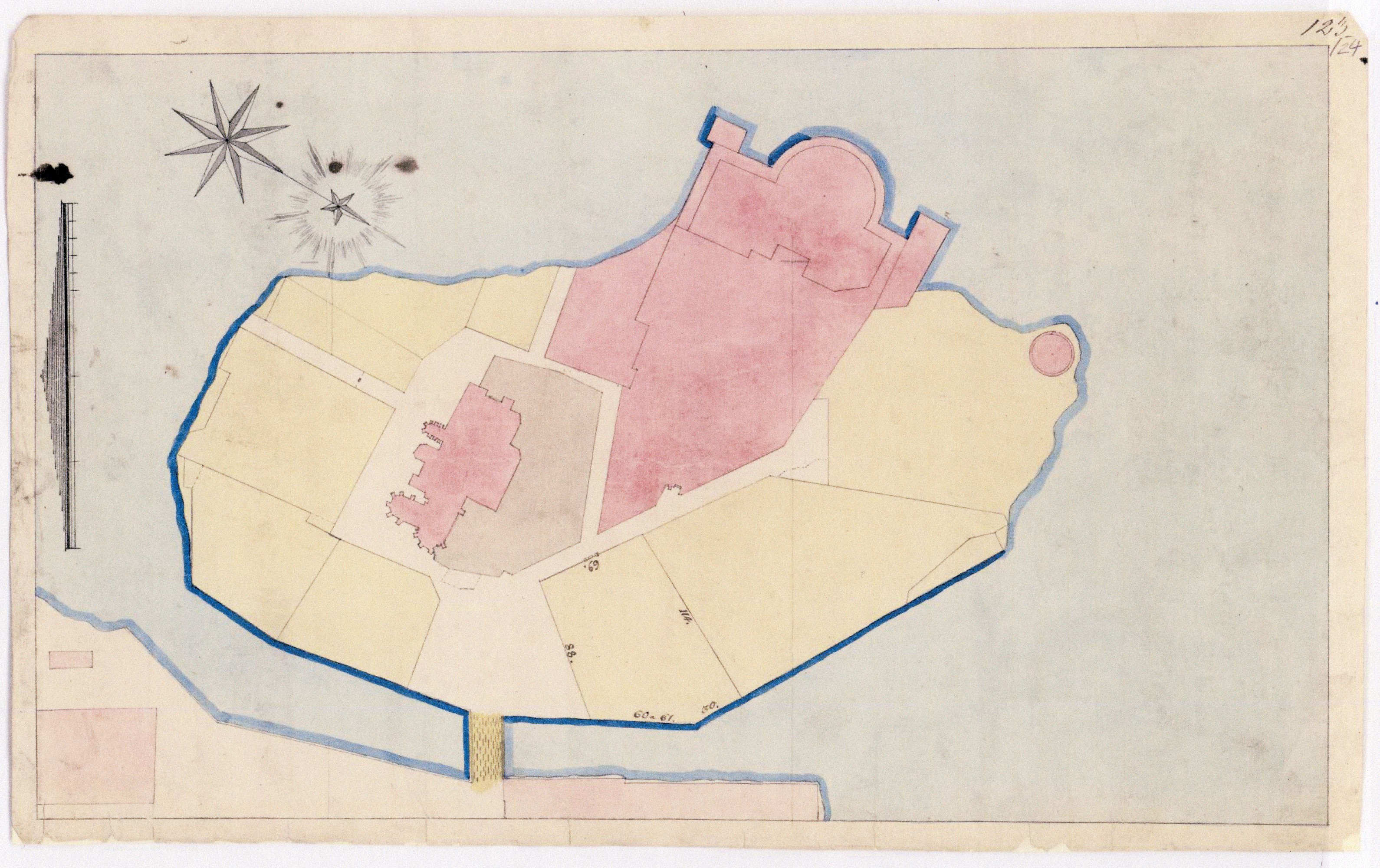
Riddarholmen, 1733.
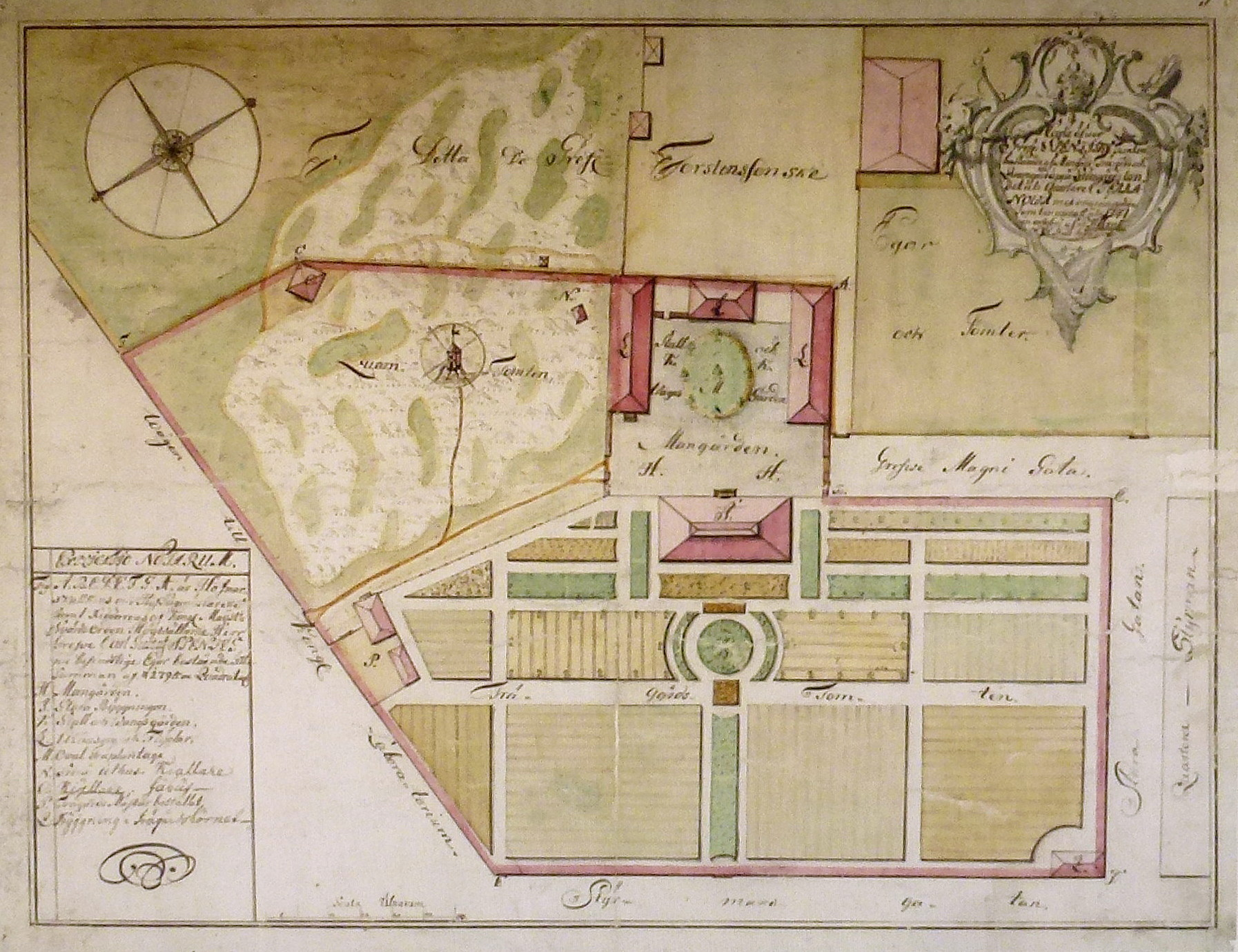
Oxenstiernska malmgården, 1747.